# Chacal (Marvel Comics)
El Chacal es un alias utilizado por varios supervillanos que aparecen en los cómics estadounidenses publicados por Marvel Comics, generalmente representados como enemigos del superhéroe Spider-Man. La encarnación original y más conocida, Miles Warren, fue presentada originalmente en The Amazing Spider-Man #31 (diciembre de 1965) como profesor en la ficticia Universidad Empire State. Historias posteriores lo establecieron como un científico que investigaba genética y bioquímica, y revelaron una obsesión romántica enfermiza que tenía por Gwen Stacy. Warren se volvió loco de dolor y celos, por lo que creó su alter ego Chacal para vengarse de Spider-Man, a quien culpó por la trágica muerte de Gwen. Para ello, se entrenó en artes marciales y creó un traje verde y guanteletes con navajas en forma de garras. Aunque inicialmente el Chacal no poseía ningún superpoder, más tarde ganó fuerza, velocidad y agilidad mejoradas al mezclar sus genes con los de un chacal.
El Chacal fue presentado en The Amazing Spider-Man #129 (febrero de 1974), pero su identidad humana no fue revelada hasta The Amazing Spider-Man #148 (septiembre de 1975). Originalmente uno de los villanos menos populares de Spider-Man, el personaje saltó a la fama después de ser uno de los primeros en el Universo Marvel en dominar la tecnología de clonación y crear varios clones de Spider-Man, como las Arañas Escarlatas Ben Reilly y Kaine Parker, como así como de otros personajes, incluido él mismo y la quimera Spider-Girl. Sus experimentos jugaron un papel importante en varias historias populares de Spider-Man, como "Clone Saga" (1994-1996), "Spider-Island" (2011) y "Dead No More: The Clone Conspiracy" (2016-2017), cuya última historia estableció a Ben Reilly como el segundo Chacal.
En 2014, IGN clasificó al Chacal como el decimoséptimo mayor enemigo de Spider-Man.El personaje ha aparecido en varias adaptaciones multimedia de Spider-Man, incluidas series animadas y videojuegos.

## Historial de publicaciones
El personaje aparece por primera vez en The Amazing Spider-Man # 129 (febrero de 1974), y fue creado por el escritor Gerry Conway y el artista Ross Andru. En The Amazing Spider-Man # 148 (septiembre de 1975), se reveló que la identidad del Chacal era el profesor Miles Warren, quien apareció por primera vez en The Amazing Spider-Man # 31 (diciembre de 1965), y fue creado por el escritor Stan Lee y el artista Steve Ditko. Antes de su reintroducción como el Chacal, las apariciones de Miles Warren se limitaron esencialmente al cameo ocasional en el que actúa como un simple fondo de la vida civil de Spider-Man como estudiante universitario.
Cuando se le nombra en absoluto en estas primeras apariciones, solo se le llama "Profesor Warren". Un "Señor Warren" había aparecido previamente en The Amazing Spider-Man # 8 (enero de 1964), pero es un profesor de ciencias de la escuela secundaria en lugar de un profesor universitario, y es físicamente muy distinto del posterior Miles Warren. A pesar de esto, el cocreador de Chacal, Gerry Conway, ha dicho que siempre fue su interpretación que "Mister Warren", "Profesor Warren" y el Profesor Miles Warren / Chacal eran todos del mismo personaje.
El personaje aparece en el controvertido arco de la historia de la década de 1990, la Saga de los Clones, la historia de 2011, Spider-Island y la historia de 2016, Dead No More: The Clone Conspiracy.

## Biografía ficticia del personaje
Miles Warren era profesor de bioquímica en la Universidad Empire State. Entre sus alumnos, se encontraba con Peter Parker y Gwendolyne Stacy. Durante su mandato allí, Warren se enamora secretamente de Gwen Stacy, mucho más joven, hasta el punto de obsesión y celos de Parker, su novio. Después de que Stacy es asesinada por el Duende Verde (Norman Osborn), Warren jura vengarse de Spider-Man, ya que los documentos de la época informaron que fue Spider-Man quien la mató. La muerte de Gwen lleva a Warren a la depresión, la desesperación y la locura como un genetista loco que finalmente se convierte en el Chacal. Miles también tiene un hermano llamado Raymond, que es profesor de ciencias en la escuela secundaria de Peter Parker.

### Carrera temprana
Miles se convierte en asistente del Alto Evolucionador en la Montaña Wundagore después de obtener su doctorado en bioquímica. Warren ayuda al Alto Evolucionador en experimentos que involucran convertir animales en humanos y viceversa. Existe un conflicto entre Warren y el Alto Evolucionador porque Warren logra crear "Hombres Nuevos" que parecían prácticamente humanos, mientras que el Evolucionador no puede. Eventualmente, Warren desarrolla un chacal que exhibe una personalidad de Jekyll y Hyde. Cuando el sujeto de prueba escapa, el Evolucionador expulsa a Warren de Wundagore. Warren continúa su investigación y finalmente se establece con una mujer llamada Mónica, que le da a luz dos hijos, todos asesinados en lo que originalmente se creía que era un accidente automovilístico; Sin embargo, más tarde se revela que es el resultado de un asalto de su altamente evolucionado Hombre Chacal, envidioso de su creador.

### Origen del Chacal
El día después de la muerte de Gwen Stacy, el asistente de laboratorio de Warren, Anthony Serba, revela que ha clonado con éxito una rana usando su tecnología de investigación. Warren le da a Serba muestras de tejido de Gwen Stacy y Peter Parker, diciéndole a Serba que son células de rata. Algún tiempo después, Serba se enfrenta a Warren, afirmando que los clones son humanos y deben ser destruidos de inmediato. En pánico, Warren intenta cubrir la boca de Serba para callarlo, asfixiándolo accidentalmente. Incapaz de aceptar la responsabilidad de sus acciones, Warren desarrolla una segunda personalidad para llevar el peso de sus fechorías apodado "El Chacal". Warren desarrolla aún más su alter ego al diseñar un traje verde y guantes con navajas afiladas en forma de garra en cada dedo, y entrenarse atléticamente. Kaine es el primer intento exitoso de clonar a Peter Parker, a pesar de sufrir una degeneración de clonación lenta y tener habilidades regenerativas para eludir la muerte varias veces.
El odio del Chacal por Spider-Man se manifiesta en su creencia de que él es el único responsable de permitir que Gwen Stacy, a quien amaba, muera a manos del Duende Verde. Acosa a Spider-Man en numerosas ocasiones, enfrentándolo contra otros adversarios. Warren se alía con Punisher contra Spider-Man. El siguiente Chacal intenta incitar una guerra de pandillas entre Hammerhead y el Doctor Octopus. Más tarde, equipa al luchador Maxwell Markham con el traje y el poderoso exoesqueleto del Grizzly y lo envía a asesinar al editor de periódicos J. Jonah Jameson. El Chacal retiene a Peter Parker como rehén en un plan para atrapar a Spider-Man. Algún tiempo después, descubre la identidad de Spider-Man.
De sus numerosos intentos de clonar a Peter Parker, solo uno es una copia perfecta del original. También crea dos clones de sí mismo, uno una copia directa, el otro un clon modificado que alberga el virus Carroña. El Chacal ayuda a la Tarántula a escapar de la prisión, y los dos se convierten en socios. El Chacal captura a Spider-Man, pero lo deja ir rápidamente después de demostrar que no es rival para el Chacal en una pelea justa. Luego lo atrae al Shea Stadium lo manipula para luchar contra su clon atando al reportero de Daily Bugle, Ned Leeds, a una bomba que solo el Spider-Man original puede desarmar. Sin embargo, cuando el clon de Gwen Stacy arranca la máscara del Chacal y lo confronta por sus crímenes, Warren finalmente acepta la responsabilidad de sus acciones. Intenta corregir sus fechorías liberando a Ned Leeds, solo para quedar atrapado en la explosión de la bomba.

### Saga Clon
Durante la Saga Clon, mucho más tarde se reveló que el clon de Peter había sobrevivido a la explosión y se había escondido, creando el alias de Ben Reilly: el primer nombre del tío de Peter y el apellido de soltera de la tía. El Chacal que murió en el Shea Stadium luego se reveló que era un clon. Casi cinco años después de la batalla en el Shea Stadium, otro clon de Chacal se casaría con el clon original de Gwen Stacy y vivirían bajo los supuestos nombres de Warren y Gwen Miles. Este clon de Warren finalmente murió de la degeneración clónica que afligió a la mayoría de los clones creados por el Chacal. El Chacal resurgió, donde sus experimentos mutaron su propio ADN y se dieron los atributos de un chacal real. Antes de estos eventos, las habilidades físicas del Chacal habían sido simplemente el resultado del entrenamiento en lugar de cualquier poder sobrehumano.
Reilly regresa años más tarde a la ciudad de Nueva York, se alió con Spider-Man y se convirtió en Araña Escarlata. El Chacal también regresó para desatar su ejército de clones y convenció tanto a Parker como a Reilly de que Reilly era el verdadero Peter Parker y que el otro hombre era el clon, respectivamente. Chacal creó una cantidad de otros clones de Peter Parker que entraron en conflicto con Spider-Man, Araña Escarlata y Kaine. Se reveló que el clon de Chacal que se cree que murió en el Shea Stadium sobrevivió y se casó con el clon de Gwen Stacy con un nombre falso. Finalmente, el Chacal, en el proceso de intentar matar y reemplazar a millones de personas con clones que podía controlar, murió al caer de un edificio alto mientras intentaba salvar al clon Gwen.
Cerca del final de la Saga Clon, se reveló que el Chacal y los otros jugadores importantes de la Saga Clon habían sido engañados sin saberlo por Norman Osborn, el hombre que originalmente mató a Gwen Stacy. El Chacal y varios otros (incluido Kaine) habían sido engañados para que pensaran que Ben Reilly era el original y que Peter Parker era el clon. Todas las maquinaciones del Chacal durante la Saga Clon fueron influenciadas por su afirmación incorrecta de que sabía quién era el verdadero Peter Parker.

### Spider-Island
Sin embargo, más tarde apareció en la historia de "Spider-Island", siendo alterado genéticamente hasta el punto en que frecuentemente mostraba tendencias animales. Su cuerpo siempre está frío, lo que requiere que use un abrigo de piel grueso incluso en el clima más cálido. Se convirtió en un señor del crimen, llamándose a sí mismo "El Profesor", y se alió con Hammerhead, pero los dos finalmente fueron a la cárcel. Warren regresa en la función de respaldo "Infestación" de The Amazing Spider-Man, desatando chinches genéticamente modificados para transmitir poderes similares a Spider-Man a miles de ciudadanos en Manhattan. Más tarde se reveló que logró esto a través de la ayuda de varios clones humanos de sí mismo, y la financiación de una misteriosa mujer benefactora, más tarde revelada como la Reina Araña. Aunque las chinches murieron más tarde, el virus que Warren le dio a los neoyorquinos que les dio sus poderes de araña se había transmitido por el aire para infectar al mundo y crear una nueva raza de Homo-Arachnus, como parte del plan de la Reina Araña para superar a la Gran Red de la Vida.
Chacal también ha solicitado la ayuda de un Kaine regenerado después de su muerte a manos de los Kravinoffs en Grim Hunt, que Warren había mutado en su Tarántula de hombre araña. Se reveló que el clon de Gwen Stacy introducido en Amazing Spider-Man# 144 fue solo el segundo clon de Gwen Stacy del Chacal. Abby-L, el primer intento de clonar a Gwen Stacy, fue un clon defectuoso con las debilidades degenerativas de Kaine, el clon defectuoso de Peter Parker. Antes de que esta copia aparentemente perfecta de Gwen muriera a manos de Abby-L, se reveló que en realidad tenía algo de degeneración en su mano, lo que sugiere que no era perfecta después de todo. Abby-L también estaba infectada con el virus Carroña y tenía las mismas habilidades que Carroña. Abby-L fue manipulada por la Reina Araña para matar al otro clon de Gwen, que vivía en Londres bajo el alias de Joyce Delaney, y entrar en conflicto con Chacal y Kaine.
Con sus propios motivos ocultos, el Chacal manipuló a varios líderes de pandillas para adornar trajes duplicados de Spider-Man para causar el caos en la ciudad. Mientras experimentaba con el Rey Araña (que era un Steve Rogers capturado a manos de la Reina Araña) inyectándole varias arañas embrionarias para incubar fuera de la Cuarentena de la ciudad de Nueva York para propagar la infestación a escala mundial. El Chacal revela que todavía conoce la verdadera identidad de Spider-Man a pesar de que el resto del mundo borró la mente de esa información en todo el mundo. Después de que Mister Fantástico y Horizon Labs crearon una cura usando los anticuerpos simbióticos de Anti-Venom, Warren le aseguró a la Reina Araña que no era posible curar, aparentemente mató a Warren después de darse cuenta de que sus poderes se amplificaron debido a una frecuencia que devolvió la araña de Spider-Man. sentido, dándole el poder de un dios. Parecía que el Chacal original fue asesinado por la Reina Araña; sin embargo, después de Spider-Island se reveló que el Chacal que murió fue uno de los clones, y el verdadero Chacal había mantenido su distancia todo el tiempo. Jackal reveló esto a sus clones sobrevivientes de Miles Warren, anticipando el resultado, para obtener una muestra de una cáscara de ADN de la Reina Araña, reconociendo su éxito al lograr obtener el ADN de Peter Parker. Sin que los Vengadores y Spider-Man lo supieran, el Chacal estaba ordenando al equipo de limpieza que obtuviera el ADN de la Reina Araña asesinada.

### Post Spider-Island
Se reveló que el Chacal ha estado monitoreando la creación accidental de Alpha por parte de Peter Parker, y ha puesto sus ojos en el nuevo protegido de Spider-Man. El Chacal resurge acompañado por su primera ola de híbridos de araña humana mutados clonados de la Reina Araña y está decidido a cosechar los poderes de Alpha para clonar una raza de machos Alpha junto a sus Spider-Queens. Sin embargo, sus planes fallan ya que la energía Alpha no puede ser clonada, lo que resulta en una colección de copias de Alpha impotentes y casi sin mente, todas las cuales se destruyen cuando el Alpha enfurecido se libera. Se reveló que los dos Chacales, Spider-Man y Alpha lucharon también eran clones.

### Era Superior de Spider-Man
Después de que la mente del Doctor Octopus posee el cuerpo de Spider-Man, se encuentra con los X-Men. El grupo lucha contra un híbrido humano-araña de 30 pies que ataca a Nueva York, que resulta ser un humano creado por Jackal utilizando las obras de Mr. Siniestro. Chacal luego ataca a Superior Spider-Man y Araña Escarlata con algunos clones de araña accionados por mutantes. Spider-Man mata a los clones destruyendo el escondite de Chacal, pero Chacal escapa. Se revela que mantuvo muestras del ADN de Araña Escarlata. Chacal le dice a Carroña que está preparado para desarrollar Spidercide 2.0.

### Dead No More: The Clone Conspiracy
Después de su muerte a manos del Duende Verde, los restos disueltos de Ben Reilly fueron recogidos por Chacal y fue resucitado gracias a un nuevo proceso de clonación. Sin embargo, Chacal encontró problemas con la degradación celular. Hizo matar a Ben 26 veces más, todo lo cual hizo que la vida de Ben (y la mayor parte de Peter) apareciera ante sus ojos. La terrible experiencia de la muerte repetida hizo que Ben se volviera mentalmente desequilibrado y moralmente ambiguo, debido al trauma y al daño de su alma al ser removida y reemplazada dentro de su cuerpo una y otra vez. Ben finalmente se libera y noquea a Chacal. Después de mejorar la fórmula de Warren, hace clones de Miles Warren y convence a Jackal de que él es un clon, por lo que es casi imposible saber quién es el verdadero. Ahora libre con un número de clones de Miles Warren como sus sirvientes, Ben se convierte en el nuevo Chacal durante la historia de " Dead No More: The Clone Conspiracy " y está decidido a pagar a las personas que han influido fuertemente en sus vidas y las de Peter con la tecnología de Chacal. seguro de que nadie tiene que sufrir de nuevo y que los que tienen pueden volverse completos. Incluso lo hace estableciendo Nuevas Tecnologías U.
Cuando Spider-Man activa el Webware para estabilizar las células humanas y clonadas en todo el mundo que estaban en peligro de sucumbir a la degradación del clon, los diversos clones de Miles Warren se derriten cuando Ben Reilly lucha contra el Doctor Octopus. El clon de Miles Warren que no se derrite se da cuenta de que él es el verdadero Miles Warren y promete vengarse de Ben Reilly como el verdadero Chacal. Ben Reilly regresa a su casa de seguridad donde encuentra a Miles Warren con su traje de chacal esperando en la sala de estar. Chacal procede a quemar la casa de seguridad de Ben Reilly y lo involucra en una batalla final. Ben Reilly derrota a Chacal y lo deja en la casa en llamas para que muera.
Sin embargo, Chacal sobrevivió al incendio y apuntó a la red neuronal que construyó la Dra. Yesenia Rosario cuando estaba haciendo una presentación en la Universidad Empire State. El Chacal fue derrotado por Spider-Man y Ms. Marvel cuando la Dra. Rosario destruyó su invento al autodestruirse.
Más tarde apareció en la Universidad Empire State una vez más, bajo el disfraz del "Profesor Guarinus" y se sorprende al toparse con quien creía que era Gwen Stacy, pero en realidad era su contraparte superpoderosa de otro universo, que se había inscrito recientemente en su ESU del universo. Se inyectó ADN de chacal real, permitiéndose transformarse para verse exactamente como su icónico traje verde, pero de verdad. Reclutó a otra nueva estudiante, Benji, para hacerse amiga de esta Gwen a cambio de la posibilidad de un gran poder si ella hace bien su trabajo y mientras Benji puede decirle a Miles que Gwen Stacy es una heroína disfrazada de otro mundo, ella de alguna manera le había fallado a Warren y fue castigada por ello.

## Caracterización

### Poderes y habilidades
Antes de su regeneración, Miles Warren es un genio en los campos de bioquímica, genética y clonación, y es un talentoso gimnasta y artista marcial. Más tarde, el Chacal unió sus genes con la genética de un chacal, con la fuerza, la velocidad y la agilidad amplificadas a niveles sobrehumanos. El Chacal no se ve afectado por la purga mental mundial de la identidad de Spider-Man.

### Raymond Warren
Raymond Warren es un personaje secundario en Marvel Comics. El personaje, creado por Stan Lee y Steve Ditko, apareció por primera vez en Amazing Fantasy # 15 (agosto de 1962). Es el hermano del Dr. Miles Warren, también conocido como Chacal, y profesor de ciencias de la Escuela Midtown High. Raymond era profesor de ciencias en la Escuela Midtown High, en Queens, Nueva York. Parecía tener una actitud multifacética hacia su mejor alumno Peter Parker, y de hecho fue la causa de las primeras aventuras de Spider-Man contra el Chapucero y el Cerebro Viviente.

### Copias de Chacal
Antes de la muerte del clon de Warren en el Shea Stadium, había creado un clon de sí mismo. El clon permaneció en estasis dentro de un ataúd de clonación que funcionó mal y superó al clon más allá de la muerte. Finalmente, surgió y se hizo conocido como Carroña que ejercía el poder y no tenía conciencia de sus acciones. Fue el primer portador del virus Carroña, que Warren diseñó para destruir a la humanidad. Carroña contenía todos los recuerdos de Warren que contenían dentro de su ARN, que incluía su odio y conocimiento de la identidad secreta de Spider-Man. Carroña ejerció el poder de crear un polvo rojo que se propagaría como pestilencia, así como su toque que incapacitaría o incluso causaría que la materia orgánica se degenerara hasta el punto de desintegrarse. El Carroña original tenía la intención de matar a Spider-Man con una ameba araña, pero fracasó ya que Carroña fue absorbido por la ameba, envuelto en llamas que surgieron de su batalla.
Mucho más tarde, su compañero rival de ESU, Malcolm McBride, tropezó con la vieja guarida de Warren, donde fue infectado con una cepa del virus Carroña y se convirtió en la segunda encarnación de Carroña. El virus permitió que McBride se dotara del conocimiento de la identidad secreta de Spider-Man; sin embargo, no estaba seguro de si era el primer clon del Dr. Warren o Malcolm McBride. Eventualmente, McBride se unió a personas como Demoduende y Carnage, pero luego fue curado de su condición y encarcelado en el asilo Ravencroft.
Un hombre vestido como el Chacal una vez atacó a Alpha Flight y afirmó ser el hijo de Miles Warren. Más tarde se indicó que este Chacal era el Ani-Man Warren creado que finalmente asesinó a la familia del Profesor.
Una versión del Chacal apodada como "El Profesor" luchó contra Daredevil y Punisher.
Chacal utilizó múltiples suplentes, como los clones Miles y Chacal en Spider-Island. También había un clon adicional de Miles Warren que acompañaba a Chacal en Sibling Rivalry después de apuntar al Superior Spider-Man y Araña Escarlata.
Ben Reilly luego hizo clones de Miles Warren para ayudarlo a ejecutar New U Technologies.

### Otros clones
Los siguientes clones fueron creados por Chacal:
- El clon de Miles Warren que murió en el Shea Stadium en The Amazing Spider-Man # 149.[7]
- El clon de Miles Warren que se casó con el clon de Gwen Stacy y murió de degeneración de clones en Web of Spider-Man # 125.[17]
- El clon de Miles Warren en la serie limitada Daredevil / Punisher.[56]
- El clon original de Miles Warren que se convirtió en Carroña.[57]
- El clon de Gwen Stacy presentado en The Amazing Spider-Man # 144. Ella pasó por los alias Joyce Delaney y Gwen Miles.[58]
- Abby-L: el clon original de Gwen Stacy que también está infectado con el virus Carroña; introducido en Spider Island: Deadly Foes.[10]
- El clon de Gwen Stacy presentado en The Amazing Spider-Man # 399 que muere de degeneración de clones.[59]
- Ben Reilly, también conocido como Araña Escarlata / Spider-Man.[60]
- Kaine / Kaine Parker, también conocida como Tarántula, también llamada Araña Escarlata: el primer clon de Peter Parker que sufre de degeneración de clones.
- Spidercide: un clon de Peter Parker que tiene control sobre sus propias moléculas, utilizadas por el Chacal, como Jack y Guardian, como músculo.[59][61] Murió luchando contra Ben Reilly y Peter Parker por encima del Daily Bugle antes de caer a la muerte.[62]
- Jack: un clon de Peter Parker que era el diminuto secuaz del Chacal, armado con uñas en forma de garra (como Guardian). Él muere por degeneración clónica.[63]
- Guardián: un clon de Peter Parker con piel densa, súper fuerza y uñas en forma de garra que custodiaba la entrada a una de las oficinas centrales del Chacal. También murió de degeneración clónica.[63]
- El Spider-Man original cuyo esqueleto fue encontrado en la chimenea donde Ben Reilly fue arrojado al final de la Historia Clon original.
- El ejército de Spider-Man clona en Maximum Clonage.[64]
- Los diversos clones de Warren presentados en Spider-Island que actúan como los secuaces de Chacal y la Reina Araña. Dos de ellos luego secuestraron a Alpha y su familia, contra los cuales Spider-Man luchó.[65]
- Los clones de Spider-Queen que fueron cosechados del ADN de Spider-Queen enviado para luchar contra Spider-Man.[29]
- Los clones Alpha creados para cosechar / clonar las partículas Parker.[65]
- Utilizando las obras de Mr. Siniestro, Jackal creó un clon que era una niña que puede convertirse en una araña mutante. Esta niña puede disparar moco de su boca y disparar explosiones ópticas cuando está en forma de araña. Cuando la niña fue derrotada por Superior Spider-Man y Tormenta, fue puesta bajo custodia de los X-Men.[31]
- Chacal luego usó las muestras de ADN de los X-Men que obtuvo de uno de los laboratorios de Mr. Siniestro para crear clones de araña alimentados por mutantes. Un clon tiene explosiones ópticas como Cíclope, un clon puede usar ataques eléctricos como Tormenta, un clon puede teletransportarse como Nightcrawler, y el clon final puede hacer criocinesis como Iceman. Estos clones de araña impulsados por mutantes fueron asesinados cuando Spider-Man explotó el escondite de Chacal.[32][33]

## Otras versiones

### Marvel Zombies
En Marvel Zombies, cuando el Galacti Zombie dejó la Tierra (después de comer a Galactus), Wilson Fisk (Kingpin) hace un imperio. El Chacal Zombi juega un papel importante en ella, creando clones humanos para alimentar al resto de los Marvel Zombies. Este proceso utiliza tecnología de Inhumanos.

### Spider-Man: Saga Clon
Chacal aparece en la reinvención de la Saga Clon por Tom DeFalco explorando la historia tal como fue concebido originalmente. Infecta tanto a la tía May y Mary Jane con un virus genético. Cuando Kaine traiciona al Chacal y conduce a Spider-Man y Araña Escarlata a su guarida, los tres son capturados. Chacal entonces revela su plan para crear un ejército de clones araña para apoderarse del mundo y el clon de Gwen Stacy. Los clones resultan inestable sin embargo, y Chacal llega a la conclusión de que Ben es el original. Antes de que pueda hacer nada, Kaine se libera y quema su marca en la cara del Chacal antes de romperse el cuello.

### Ultimate Marvel
Miles Warren era el hipnoterapeuta de Harry Osborn que le ayudó a reprimir los recuerdos sobre su padre, el Duende Verde. Más adelante en la historia de Deadpool de Ultimate Spider-Man, que se reveló que está saliendo con Tía May. Sin embargo, a partir de ahora, no tenía participación en la Saga Clon en esta continuidad y todavía no ha hecho más que ninguna de las apariciones. Su última aparición fue un cameo en Ultimate Spider-Man # 114, cuando la tía May trató de introducir a Peter, pero tuvieron que abandonar la ciudad por Norman Osborn y tenía un paciente que manejar.

## En otros medios

### Televisión
- Miles Warren aparece en el episodio de dos partes de Spider-Man "El Regreso de Hydro-Man" con la voz de Jonathan Harris. Aquí, Warren es un científico cuyos experimentos de clonación fueron prohibidos por el gobierno. Él continuó sus experimentos en secreto con la ayuda del señor del crimen Cabello de Plata (a quien mantendrá en el anonimato). Los clones de Warren, sin embargo, no tuvieron éxito. Sus células no se mantendrían unidas, y se desintegraron en la nada. Interesado en Hydro-Man y su habilidad para cambiar sus moléculas en el agua, Warren encuentra una muestra de ADN de Hydro-Man en el lugar donde se evapora y crea un clon de este último. Al igual que el real Hydro-Man, el clon amaba a Mary Jane Watson (quien se creía muerto) y exigió que Warren creara un clon de ella. Al final, los clones de Hydro-Man y Mary Jane Watson se degeneraron, sin embargo, Warren es capaz de robar una muestra de ADN de Spider-Man (una pieza de su vestuario), con el interés de clonarlo. Con parte de su laboratorio bajo el agua estropeado, se puso en contacto con Alistair Smythe para que los hombres de Cabello de Plata lo reparen. En un universo alternativo, Warren ha conseguido crear un clon de Spider-Man, que se había escapado y se convirtió en Ben Reilly o Spider-Carnage.
- Miles Warren aparece por primera vez en The Spectacular Spider-Man episodio Planos con la voz de Brian George. En esta encarnación, Miles es mucho más joven y de la India Oriental. Warren, junto con su asistente Debra Whitman, se une a su hermano Aaron, el Dr. Curt Connors, y la Dra. Martha Connors en la investigación científica en los laboratorios de UDE, con una subvención de Norman Osborn. Warren basa su investigación genética en el trabajo de Curt con el ADN de lagarto, pero Curt desalienta su trabajo. Cuando Kraven el Cazador sigue la pista de Spider-Man en los laboratorios de UDE, Warren ofrece alterar el material genético de Kraven por una gran suma de dinero. Kraven está de acuerdo, y Warren utiliza el mismo procedimiento que causó que Curt se convierta en el Lagarto para mutar a Kraven en una criatura como un león (con elementos de guepardo y el leopardo). Después de que Eddie Brock roba un frasco de limpiador de genes de Curt, Miles le habla a la mesa del colegio y planea controlar el laboratorio de Connors para sí mismo. En el episodio "Subtexto", se le ve en una estación de policía que resulta ser otro de los laboratorios de Norman Osborn. Aquí utiliza a Mark Allan, el hermano de Liz Allan como un experimento actualizado a partir del experimento del Dr. Otto Octavius con el Hombre de Arena. Luego se inyecta un traje térmico en Mark que lo convirtió en Hombre Ígneo. El Dr. Warren luego convence a Mark que el traje solo puede ser controlado por voluntad pura, cuando en realidad solo puede ser controlado por control remoto. Al final del episodio, Connors descubre la investigación de Warren, y amenaza con decirle a la junta escolar. Sin embargo, Warren toma represalia con la amenaza de informarles de sus propios experimentos con el Lagarto, y revela cómo su proyecto de regeneración de miembros humanos lo convirtió en el Lagarto, efectivamente chantajeándolo.
- El Chacal aparece en Spider-Man con la voz de por John DiMaggio.[69] Esta versión del personaje no es Miles Warren, sino más bien su hermano Raymond y el tío de Gwen Stacy. Raymond Warren fue un antiguo miembro del personal de la Universidad Empire State y fue despedido por sus experimentos genéticos. Chacal apareció por primera vez en el episodio "Academia Osborn" donde estaba en un robo cuando Spider-Man trata de detenerlo. Aunque logró dejar a Gwen Stacy fuera de peligro en ese momento. Más tarde, intervino en la pelea de Spider-Man, Herman Schultz y Clayton Cole. Mientras usaba también una tecnología que afirmaba de Industrias Stark, robó el equipo de Herman y Clayton el cual utilizó para luchar contra Spider-Man. Gracias a la ayuda de Herman y Clayton, Spider-Man desarmó a Chacal y se escapó. En el episodio "Un día en la vida", Raymond Warren se encuentra con Peter Parker en el momento en que se reúne con Max Modell. Cuando audiciona para trabajar en Horizon High, Max lo rechazó debido a su reputación. Aunque Raymond secretamente picó a Aleksei Sytsevich con un suero que cubría una aguja oculta en el fondo de su anillo. En el episodio "Party Animals", Raymond Warren visitó a Norman Osborn para ver si puede unirse al personal de la Academia Osborn, mientras también menciona su participación con las arañas radiactivas. Norman le dice a Chacal que necesita probar que su experimento de hibridación funciona. Al asistir al baile de Horizon High, atestigua como Aleksei Sytsevich muta en un Rinoceronte, para después escapar. Spìder-Man al seguir a Gwen Stacy a la casa de Raymond Warren, pelea contra Chacal hasta que Gwen Stacy usa el antídoto para regresar a Raymond Warren a un estado humano. Después de que Rhino vuelve a ser Aleksei Sytsevich, Raymond Warren es arrestado por mutar a Aleksei Sytsevich y otros delitos relacionados con el Chacal. Norman Osborn ve las noticias y afirma que Raymond habría sido un excelente maestro en la Academia Osborn. En el episodio "Ultimate Spider-Man", Raymond aparentemente escapa de la prisión y contrata a Spencer Smythe para robar las arañas genéticamente modificadas de Oscorp. Después de que una araña se escapa y está detrás de Miles Morales, Raymond recluta a Spencer para capturarlo, pero finalmente es derrotado por los Hombres Araña y arrestado; Spencer se da cuenta de que Raymond está de vuelta en la cárcel y pregunta cuándo fue arrestado nuevamente, pero Raymond afirma que nunca escapó. En el episodio "The Rise of Doc Ock: Part 3", Jackal transforma a Aleksei de nuevo en Rhino para hacer un alboroto a través de la Academia Osborn, infectando a más personas que se convierten en rinocerontes humanoides. En el episodio "The Rise of Doc Ock: Part 4", Spider-Man y Ultimate Spider-Man revelaron que el hombre en prisión es en realidad un clon que explota mientras el verdadero Raymond todavía está en libertad. Al investigar la desaparición de Raymond, Gwen, Peter Parker y Harry Osborn encuentran su laboratorio secreto debajo de Escuela Midtown High y descubre que las arañas restantes de Chacal debían hacer un ejército de clones de Chacal con poderes de araña antes de que Norman y los comandos de Osborn - Doctor Octopus, Buitre, Alistair Smythe, Araña de Acero y Rhino - aparecieran para derrotar a Chacal. Cuando llega el verdadero Chacal, el Doctor Octopus se pone de su lado y controla mentalmente a los Comandos Osborn como los Cinco Siniestros, pero todos se ven obligados a escapar después de que el laboratorio de Chacal se derrumba y Norman aparentemente muere. Chacal sirve como las cinco partes de "Isla Araña". El principal antagonista del arco de la historia. Las sustancias químicas de su laboratorio destruido se extendieron a la ciudad de Nueva York y le dieron a toda la población de habilidades de araña de Manhattan, incluida a Gwen. Pero todas las personas expuestas a las sustancias químicas de Chacal finalmente se convierten en Hombre-Arañas sin sentido con Norman como el primero, apodado el Rey Araña. Chacal planea controlar el ejército Hombre-Araña para usarlo para dominar el mundo, pero necesita eliminar a los dos Hombres Araña, los únicos humanos conocidos con habilidades de araña que detienen sus planes. Captura a Spider-Kid en la Academia Osborn donde Peter, Harry y Anya Corazon finalmente aparece también después de enfrentamientos con el Rey Araña. Chacal luego lucha contra el grupo con el ejército Hombre-Araña. Aunque logra escapar y toda la Academia Osborn se derrumba en el proceso de una cura improvisada, toda Nueva York se cura y su plan se frustra para siempre.

### Videojuegos
- Chacal aparece en la versión de PlayStation 2 y PSP de Spider-Man: Web of Shadows con la voz de Greg Baldwin. Él está en alianza con Spencer Smythe y es su doble agente cuando Spider-Man encuentra al Chacal sobre el Helitransporte de S.H.I.E.L.D.. Después de ser derrotado, Chacal le da a Spider-Man un suero que mejorará su traje simbiótico antes de que llegue lejos. Chacal después se roba el emisor sónico desde lo alto de la torre Fisk y sale como Spencer Smythe libera a la Gata Negra hacia Spider-Man. Spider-Man se encuentra con él en el Central Park, donde ha realizado modificaciones en el emisor sónico para que pueda controlar los simbiontes. Spider-Man lo derrota y programa el emisor sónico para destruir los simbiontes.